# Zabielne (powiat piski)
Zabielne (niem. Sabielnen, 1938–1945 Freundlingen) – wieś w Polsce położona w województwie warmińsko-mazurskim, w powiecie piskim, w gminie Biała Piska. W latach 1975–1998 miejscowość należała administracyjnie do województwa suwalskiego.

## Historia
Wieś powstała w ramach kolonizacji Wielkiej Puszczy. Wcześniej był to obszar Galindii. Była to wieś ziemiańska, dobra służebne były w posiadaniu drobnego rycerstwa (tak zwanych wolnych), zobowiązanych do służby rycerskiej (zbrojnej).
Osada powstała w prokuratorii piskiej. W 1424 wzmiankowana jako 40 łanów w dąbrowie nad rzeką Konopką (Pauloczinstog), wraz z łąkami. Wieś lokowana dopiero w roku 1471 przez komtura Zygfryda Flacha von Schwartzburga, na 13 łanach, na prawie magdeburskim, nadana krewnym: Trojanowi, Grzegorzowi, Lorkowi, Janowi i Mikołajowi, z obowiązkiem jednej służby zbrojnej. Wymienione w nadaniu łany leżały „w dawnych granicach” na ostrowiu zwanym Malestre (Małestrye). W 1527 Fryderyk von Heydeck sprzedał wolnym 4 łany i 4 morgi na prawie magdeburskim. Ziemia ta od 1541 wymieniana jako samodzielna osada Worgule.
W dokumentach z XV i XVI w. wieś wymieniana pod nazwami: Malestre, Małestryje, Kupisze, Copischen i należała do parafii w Drygałach.